# Управа благочиния
Упра́ва благочи́ния — городской полицейско-административный орган Российской империи в 1782—1881 годах. Учреждены по Уставу благочиния, или полицейскому.

## Учреждение должности
В столицах в состав управ благочиния входили обер-полицмейстер (председатель), полицмейстер, пристав по гражданским и по уголовным делам (аналоги современных следователей). В других городах председателем был полицмейстер или городничий.
Для непосредственно полицейского управления города были разделены на административно-полицейские части (200—700 дворов). Административно-полицейские части, в свою очередь, были поделены на кварталы по 50—100 дворов. Административно-полицейские части управлялись частными приставами с приданными им воинскими командами и служителями. Кварталы контролировали квартальные надзиратели с квартальными поручиками и полицейская стража. Для гражданского контроля над полицейским управлением существовали 2 ратмана. Они избирались из числа наиболее достойных местных жителей сроком на полгода.

## Обязанности
Управа благочиния осуществляла надзор за порядком, следила за исполнением законов; к её компетенции относилось также судебное производство по гражданским и тяжебным делам суммой меньше 20 руб. Осуществляла также следственные действия и судебное производство по кражам и мошенничествам на сумму меньше 20 руб. Управа благочиния ежедневно утверждала представленный приставами список арестованных.
Управы благочиния находились в подчинении Губернских (наместнических) правлений. Со временем были сформированы спец. команды (ревизоры), осуществлявшие контроль за деятельностью управ благочиния.
Павел I ликвидировал управы благочиния в Санкт-Петербурге (1798), Москве (1799) и во всех других городах (1800) с заменой их на городские правления и ратгаузы. Восстановлены Александром I в столицах (1802). Окончательно упразднены в Санкт-Петербурге в 1877, в Москве — в 1881 году.

## В искусстве
Деятельность управ благочиния (городских правлений) критически отображена в комедии Н. В. Гоголя Ревизор.